# Lynda Obst
Pour les articles homonymes, voir Rosen et Obst.
 (avril 2016).
Lynda Rosen Obst, née le 14 avril 1950 à New York et morte le 22 octobre 2024 à Los Angeles, est une productrice  de cinéma américaine.

## Biographie
Obst meurt le 22 octobre 2024 à son domicile de Los Angeles en Californie à l'âge de 74 ans d'une bronchopneumopathie chronique obstructive, étant fumeuse de longue date.

## Filmographie
- Flashdance (1983) – productrice associée
- Nuit de folie (1987) – productrice
- Heartbreak Hotel (1988) – productrice
- The Fisher King : Le Roi pêcheur (1991) – productrice
- Nuits blanches à Seattle (1993) – productrice exécutive
- Belles de l'Ouest (1994) – productrice exécutive
- Un beau jour (1996) – productrice
- Contact (1997) – productrice exécutive
- Couvre-feu (1998) – productrice
- Ainsi va la vie (1998) – productrice
- Attraction animale (2001) – productrice
- Abandon (2002) – productrice
- Comment se faire larguer en 10 leçons (2003) – productrice
- Mytho-Man (2009) – productrice
- Interstellar (2014) – productrice